# Kostel svaté Barbory (Šumperk)
Kostel svaté Barbory v Šumperku je barokní stavba z roku 1753 v Jiráskových sadech, na území někdejšího městského hřbitova. Nástropní malby vytvořil uničovský malíř Ignác Oderlický v roce 1755.
Kostel sv. Barbory je kulturní památkou České republiky.

## Historie
V roce 1606 byl v Šumperku zřízen nový hřbitov v polích naproti staré městské bráně v místě dnešních Jiráskových sadů. Už v té době usilovali obyvatelé předměstí a městské části Temenice o postavení kostela. V roce 1654 určil radní a rychtář Matyáš Barel ve své závěti částku na postavení kaple. V roce 1664 pak založil šumperský radní Tobias Dresser na tento účel nadaci. V roce 1753 byla prolomena severovýchodní zeď hřbitova a do ní vestavěn kostel sv. Barbory. Autorem plánů byl šumperský zednický mistr Anton Scholz. V roce 1755 byl kostel vyzdoben nástropními freskami a vysvěcen. V období reforem císaře Josefa II. byl kostel uzavřen a hrozilo mu zbourání. Oltářní obraz byl převezen do kostela v Písařově, varhany a kazatelna do Dolních Studének. Po mnohých intervencích měšťanů bylo v r. 1790 povoleno kostel sv. Barbory zachovat jako pohřební kapli. Kostel byl opraven, pořízen nový oltářní obraz. Od roku 1784 se nesmělo pohřbívat na farním hřbitově, a proto hřbitov kolem kostela sv. Barbory byl rozšířen. Pohřbívalo se zde až do roku 1886, kdy byl hřbitov zrušen. Náhrobky byly postupně převezeny na nový dnešní hřbitov a okolí kostela bylo přeměněno na městský park. Patnáct náhrobků bylo umístěno na průčelí kostela. V červnu 1900 byla věž kostela zasažena bleskem a střecha shořela. Věžička se zřítila a zvon se roztavil, takže nedošlo k proražení stropu a poškození freskové výzdoby. V srpnu téhož roku byl kostel opraven. V té době kostel již několik let používala starokatolická farní obec v Šumperku. V roce 1904 byl opět navrácen římskokatolické církvi. Do kostela byl pořízen nový hlavní oltář s obrazem sv. Barbory a varhany.
Za předmnichovské republiky sloužila kaple jako kostelík českých škol. V roce 1923 byly na západní stěně kostela umístěny pamětní desky ze švédské žuly se jmény 274 vojáků padlých během 1.světové války. Po roce 1945 byly desky odstraněny a patrně zničeny.
V rámci ekumenické spolupráce byla v osmdesátých a devadesátých letech 20. století kaple v užívání pravoslavné církve. Nyní slouží opět římskokatolické církvi .

## Popis

### Exteriér
Kostel je jednolodní sálovou stavbou bez transeptu (křížení), na východní straně zakončenou presbytářem, na který navazuje přístavek sakristie. Průčelí je horizontálně členěno do tří úrovní: dole portál s podkovovitým zakončením orámovaný šambránou, po stranách jsou usazeny empírové náhrobní desky. V druhé úrovni velké obdélné okno s půlkruhovým zakončením. Třetí úroveň tvoří střešní štít, který je oddělen od nižších pater výraznou lomenou římsou. Uprostřed štítu je malá nika, po stranách jsou dvě malá vodorovně oválná okna.
Samotná střecha je sedlová, v zadní části má malý sanktusník. Po stranách kostela jsou prolomena tři okna s půlkruhovým zakončením orámována šambránou. Průčelí a boční zdi jsou děleny barevně odlišenými lizénami.
Náhrobky v průčelí kostela patří šumperským duchovním. Výjimkou je náhrobek učitele Theodora Thiera. Nejstarší náhrobek z r. 1794 patří děkanovi Franzi Ernestu Hengorovi. Většina je zhotovena z pískovce, dva jsou z litiny vyráběné v sobotínských železárnách.
Před kostelem po pravé straně vstupních dveří stojí klasicistní kříž s klečící Marií Magdalénou a znakem města Šumperka. Jde o dílo kamenického mistra Mathiase Fischera z Boskovic zhotovené z maletínského pískovce v r. 1795. Původně byl umístěn před branou hřbitova, po jeho zrušení bylo dílo přemístěno, přičemž došlo k jeho poškození a horní část (kříž s tělem Ježíše Krista) byla vyměněna.
V parku u kostela po levé straně přístupové cesty stojí památkově chráněné barokní sousoší Nejsvětější Trojice z roku 1756 postavené na ochranu Šumperka proti morové epidemii.

### Interiér
Loď je sklenutá valenou klenbou s dvěma páry širokých lunet nad okny. Klenba je osazená na sdružené pilastry s mohutnými římsovými hlavicemi. Presbytář je sklenutý valenou klenbou s jedním párem lunet a konchou. Klenba je osazená na mohutnou korunní římsu, která obtáčí celý závěr. Do křížovou klenbou sklenuté sakristie je vstup za oltářem. Kruchta bez podpor je přístupná dvouramenným dřevěným schodištěm z prostoru pod ní. Nevýrazně prolamované zábradlí je plné. Na kruchtě jsou varhany vyrobené v dílně Kolbe und Söhne z Pekařova na počátku 20. století. Varhany doplňuje iluzivní malba na západní straně kruchty, která má připomínat velikost původního nástroje.
Významnou je pro výraz jednoduché barokní architektury výmalba stropu, signovaná na pravé straně v klenbě uničovským malířem Ignácem Oderlickým. Jeho signatura byla odkryta při restaurování fresek v roce 1916. Do té doby bylo autorství mylně připisováno šumperskému umělci Franzi Helwigovi. Jedná se o největší práci Ignáce Oderlického v Šumperku. Malba z roku 1755 provedená technikou fresco-secco pokrývá souvisle celý strop v lodi i presbytáři. Malíř umístil vedle sebe biblické scény za starého i nového zákona, události a osobnosti z historie města i témata vztahující se k postavě sv. Barbory. Na freskách v lodi je hlavním tématem Ukřižování a Oplakávání Ježíše Krista. V presbytáři je centrální postavou sv. Barbora, která spojuje dva hlavní výjevy: legendu o rytíři Chlévci a mor v Šumperku v roce 1714. Výmalbu doplňují veduty Prahy, Šumperka a Frankštátu (Nového Malína).
V kostele sv. Barbory se nachází také obrazy Sedmibolestné Panny Marie a Snímání z kříže od šumperského malíře Karla Brachtela, namalované podle předloh Quida Canlassiho z kaple velkolosinského zámku .
Hlavní oltář tvoří tumbová menza a skříňový tabernákl. V jeho středu je krucifix, po jehož stranách klečí dva cherubové. Oltářní obraz s postavou sv. Barbory visí na stěně. Jeho autorem je Antonius Jaust, malíř z Adamova u Branné. Součástí rámu jsou dva cherubové, kteří obraz nesou.
V sakristii jsou na stěnách a na klenbě vyobrazení pravoslavných světců a liturgických výjevů z druhé poloviny 20. století, kdy byl kostel užíván starokatolickou církví.

## Galerie

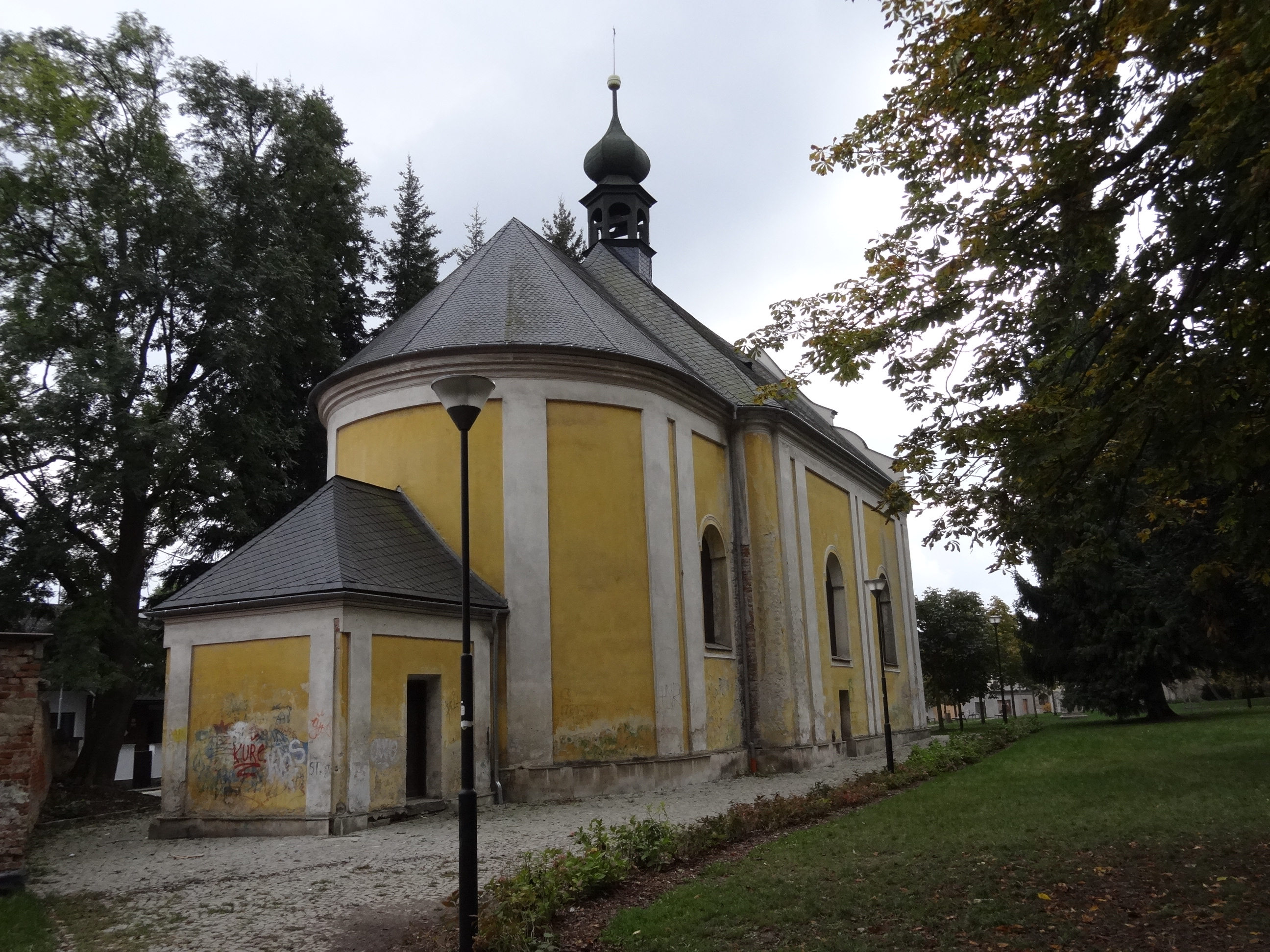
pohled od S - sakristie a presbytář
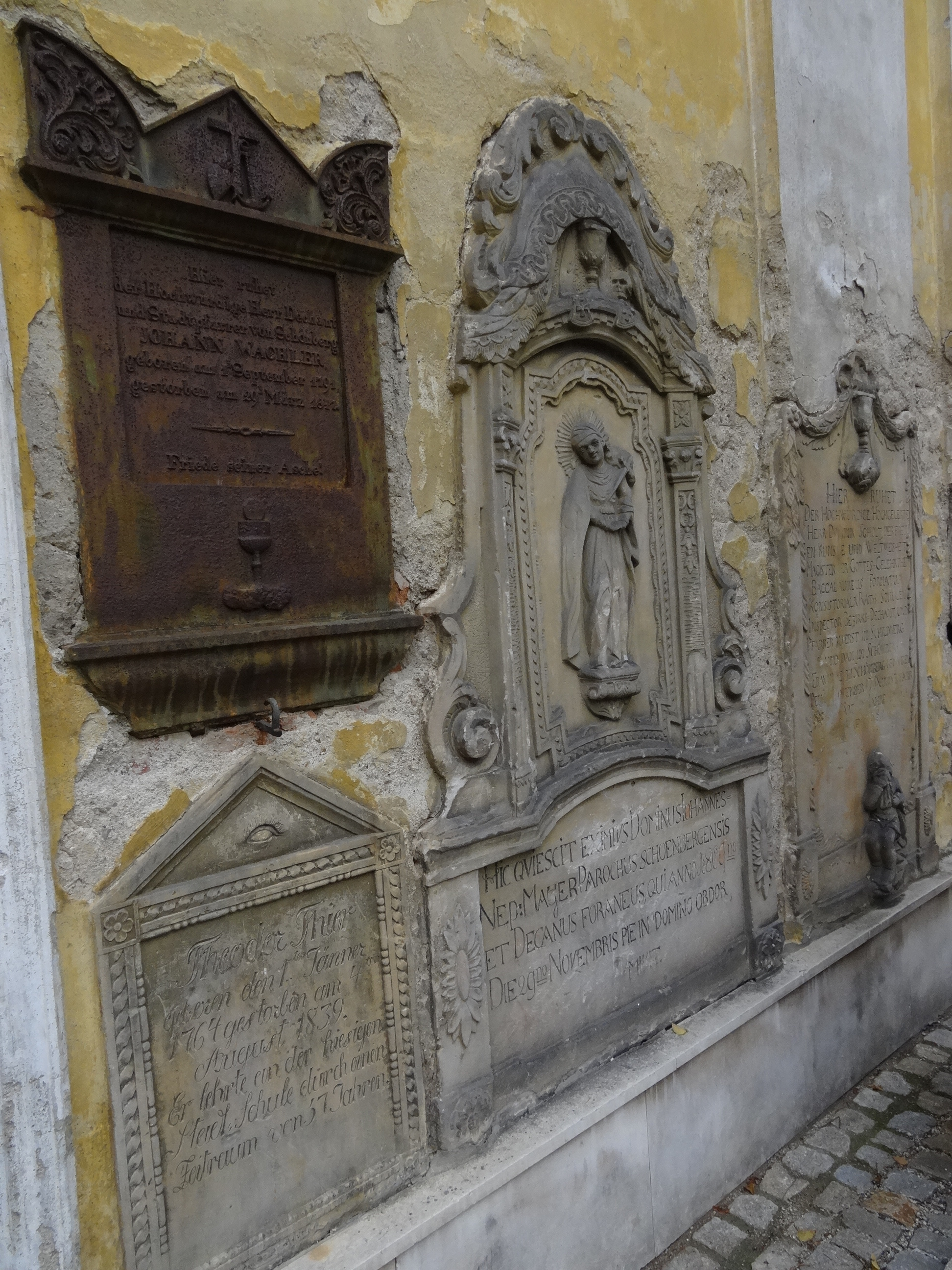
náhrobní kameny na průčelí kostela
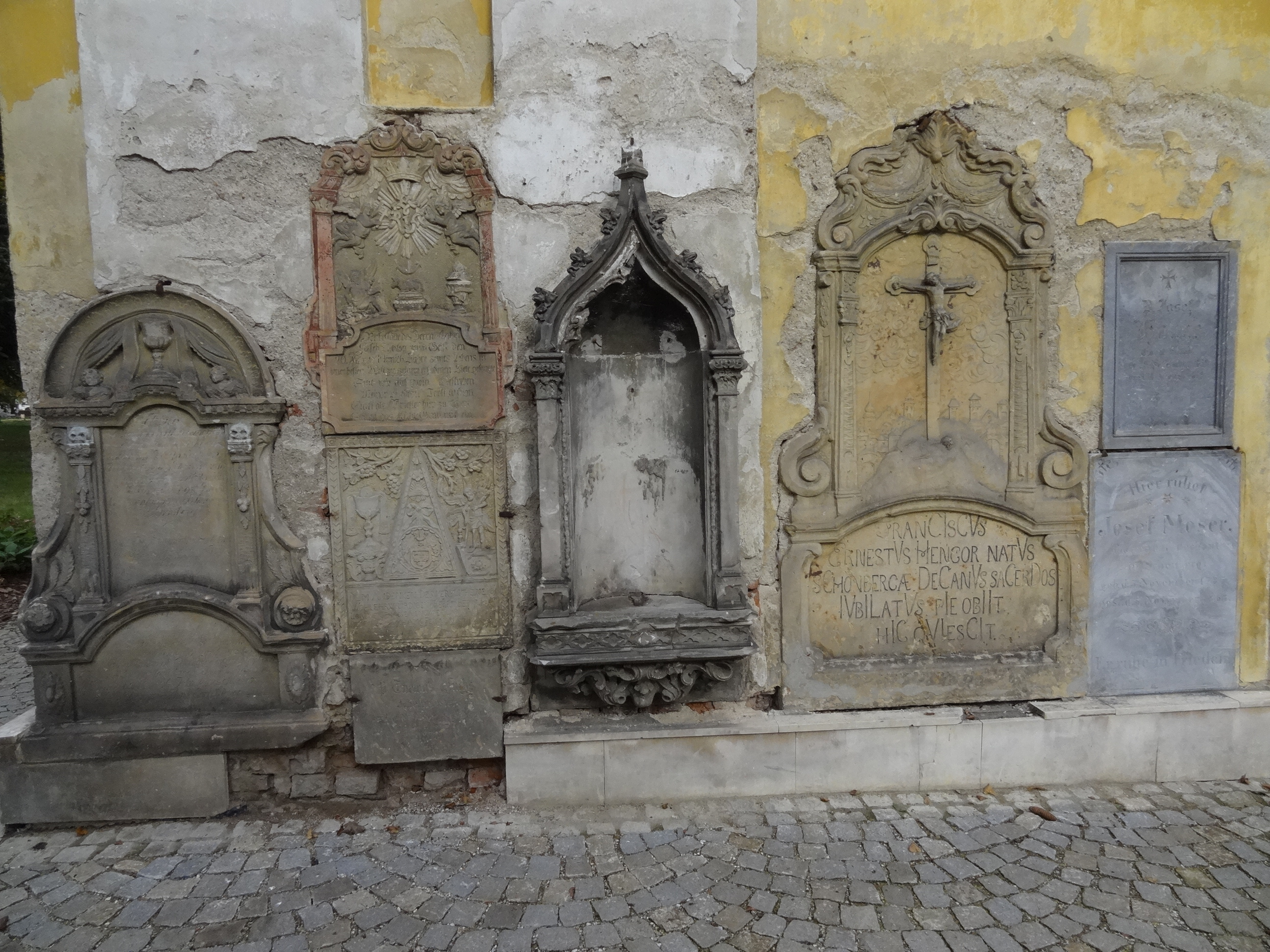
náhrobní kameny na průčelí kostela
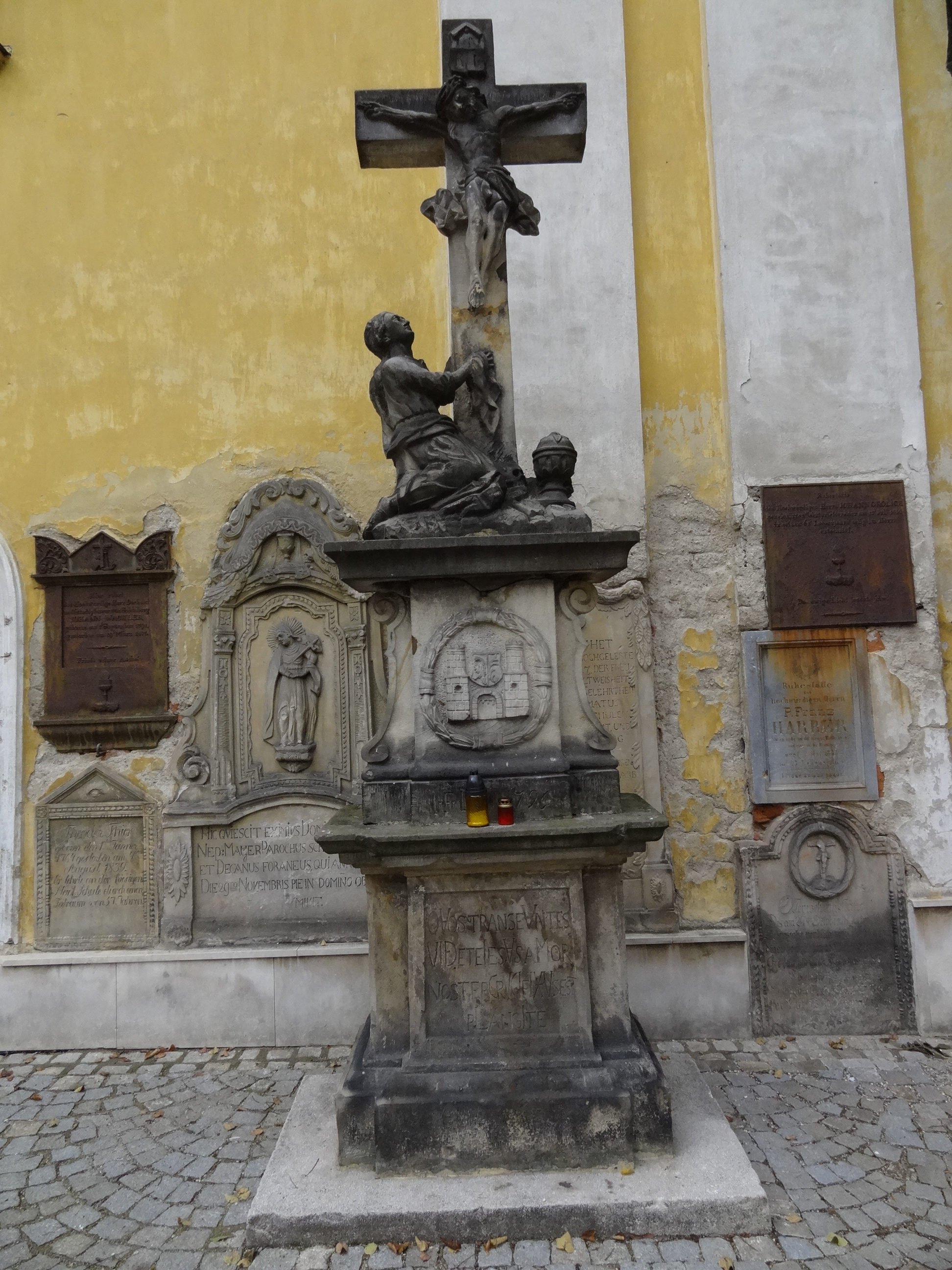
kříž před kostelem
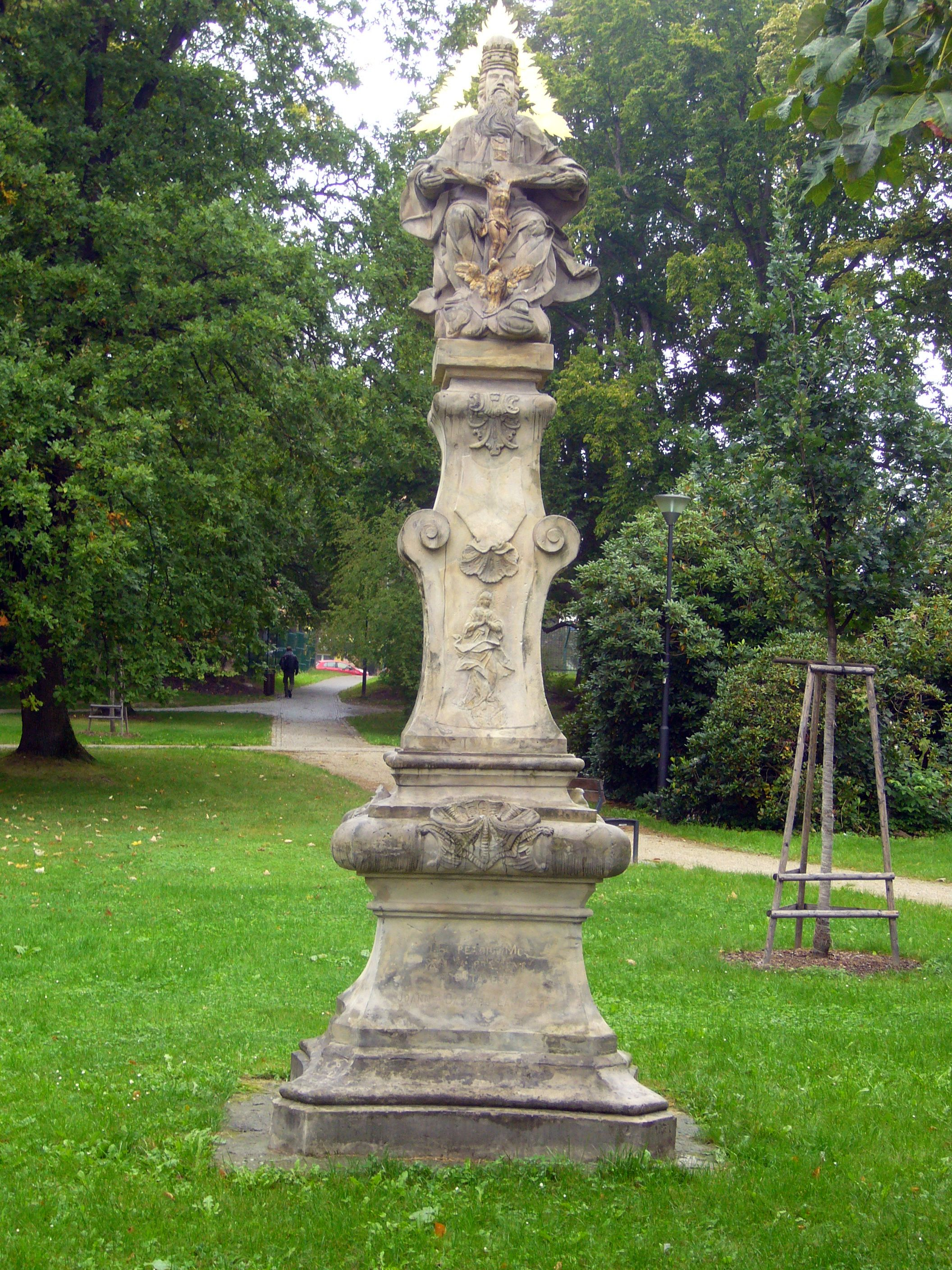
sloup Nejsvětější Trojice u kostela
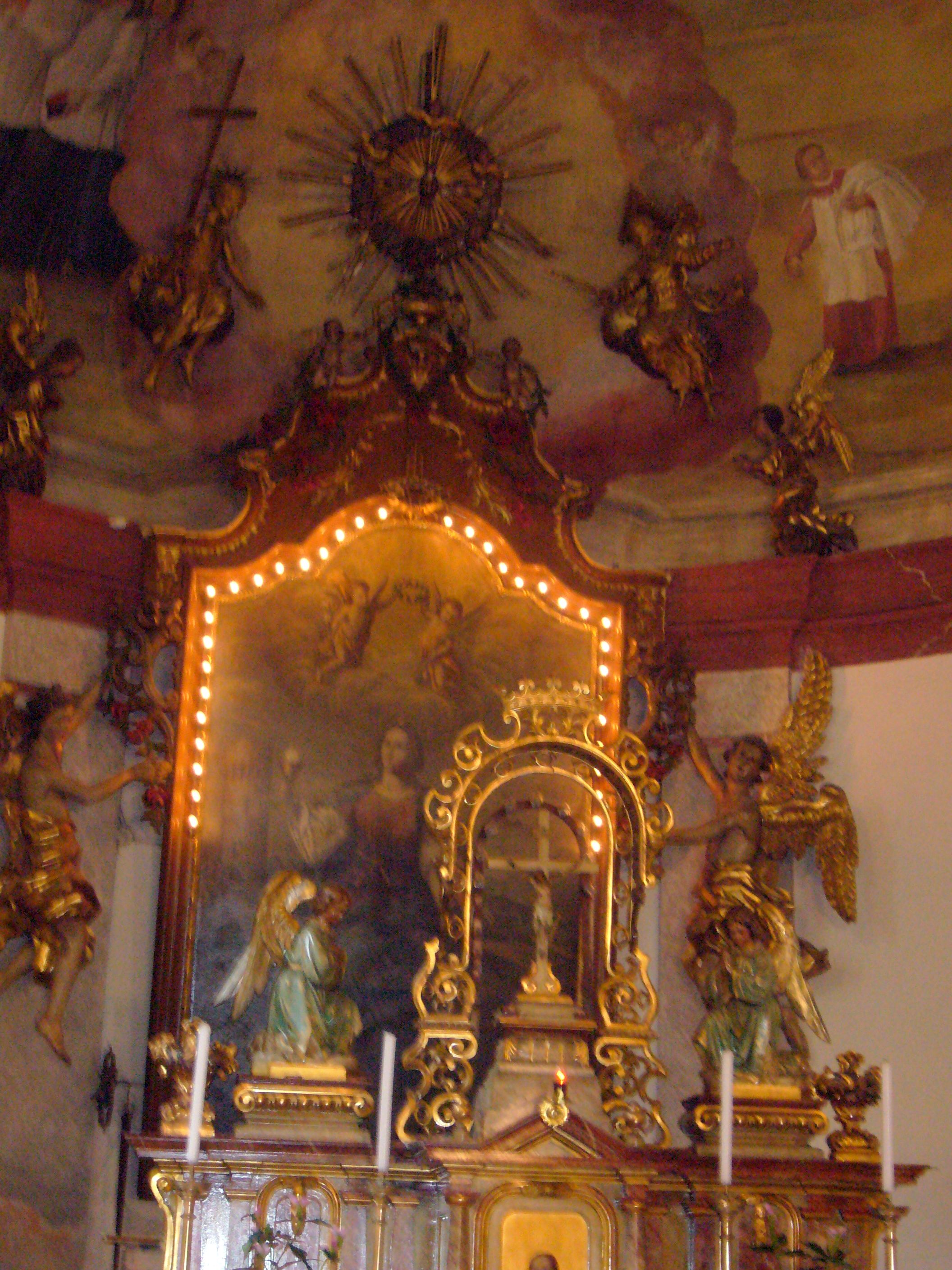
hlavní oltář a obraz sv. Barbory
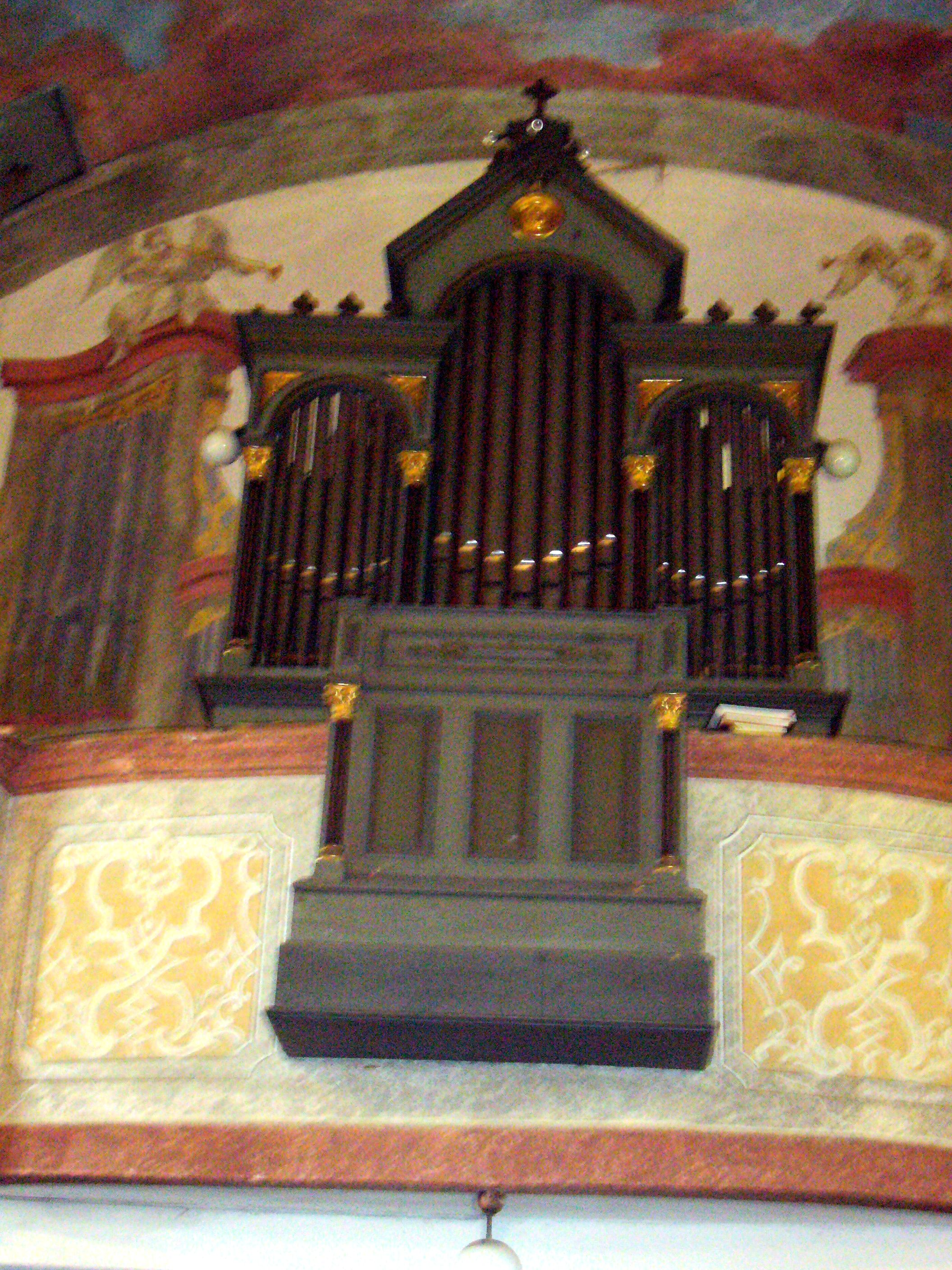
varhany
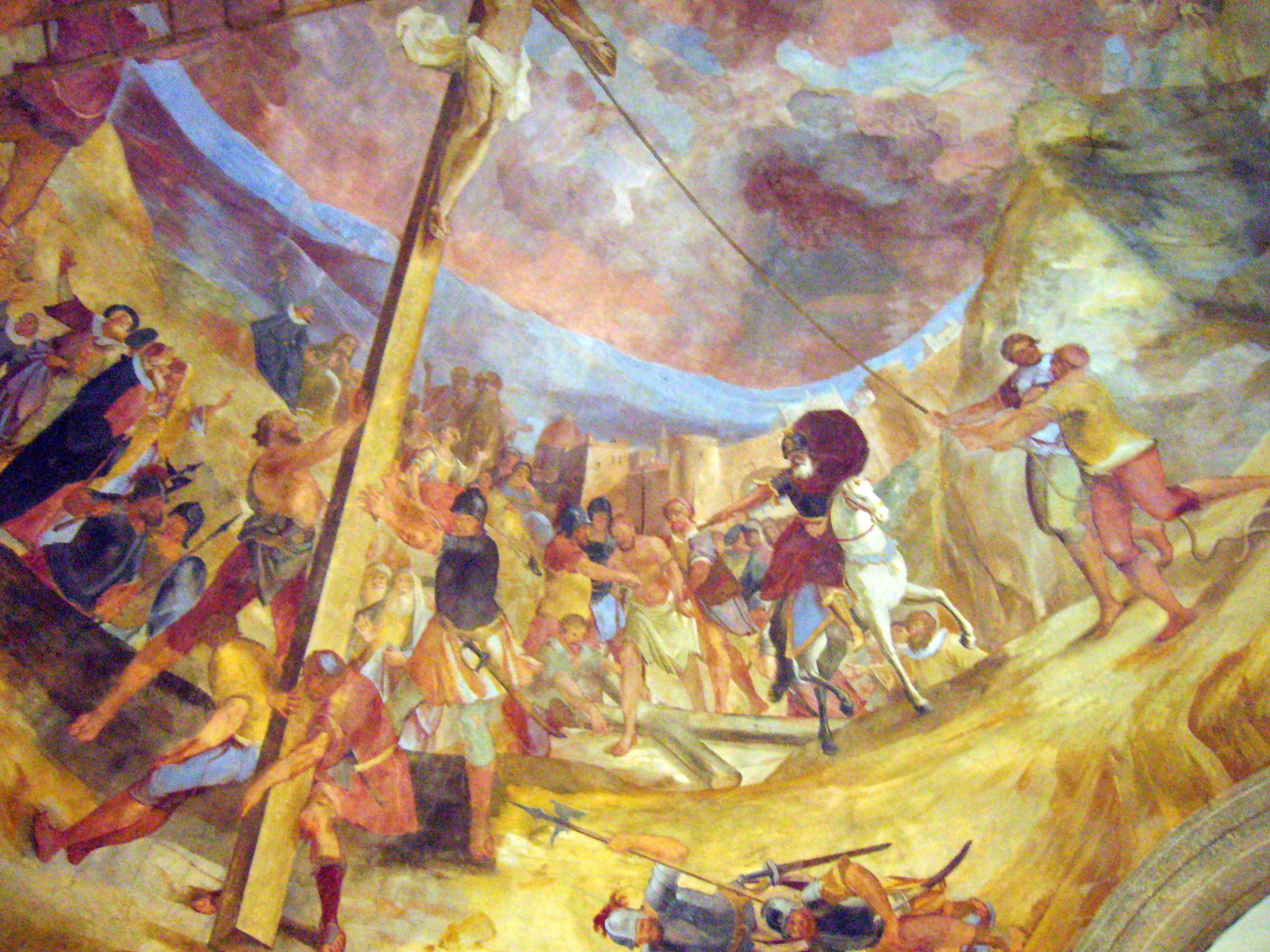
detail nástropní malby Ignáce Oderlického